# Čaška
Čaška (Macedonisch: Чашка; Albanees: Çashkë) is een gemeente in Noord-Macedonië.
Čaška telt 7673 inwoners (2002). De oppervlakte bedraagt 819,45 km², de bevolkingsdichtheid is 9,4 inwoners per km².